# Fritz Heyn

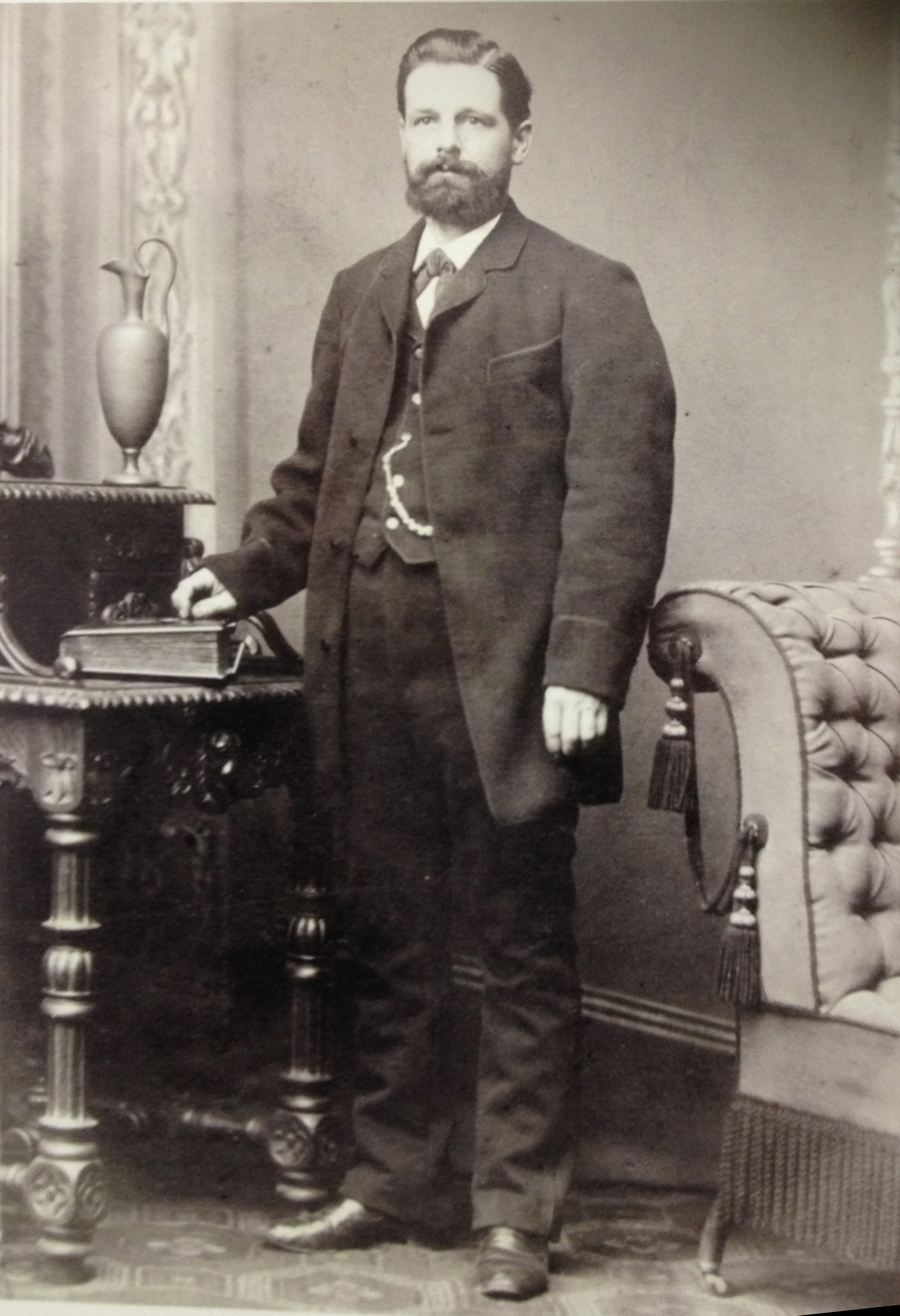

Johann Friedrich (Fritz) Heyn (* 21. September 1849 in Gabel bei Tschirnau; † 13. Januar 1928 in Berlin) war ein deutscher Unternehmer und Lokalpolitiker.

## Leben
Fritz Heyn lebte mit seiner Frau und 13 Kindern in Pankow bei Berlin und war dort als Fabrikant von Stuhlrohr (Peddigrohr) unternehmerisch tätig. Die Gewinne steckte er in den Erwerb von Grundbesitz in Pankow, den er parzellieren ließ und verpachtete. Auf einer dieser Flächen entstanden nach seinen Wünschen Gewerbehöfe. Einen davon nutzte er zur Erweiterung seiner Stuhlrohr-Produktion (Fritz Heyn & Co.). Außerdem ließ er für sich und seine Familie nach Plänen des Architekten Ernst Fröhlich in der neu erschlossenen Straße ein repräsentatives Wohnhaus errichten und zog 1893 dort ein. Zugleich sorgte er für den Bau von Mietswohnhäusern für seine Arbeiter, die bis 1911 bezugsfertig waren und im Stil der Reformarchitektur gehalten sind.
Er gehörte jahrzehntelang dem Pankower Gemeinderat an und war Gemeindeschöffe. Für seine Verdienste erhielt er 1907 den Preußischen Königlichen Kronenorden Vierter Klasse. Noch zu seinen Lebzeiten wurde der neue Verkehrsweg zwischen Florastraße und der damaligen Nordbahn in Heynstraße benannt.
Das Wohnhaus in der Heynstraße 8 blieb samt Mobiliar vollständig erhalten und wurde in den 1970er Jahren zum Sitz der Chronik Pankow. Seit den 2000er Jahren dient seine ehemalige Wohnung in der Beletage als Ausstellungsstätte des Panke-Museums im Museumsverbund Pankow. Auch die Gewerbehöfe, die bald seinen Namen trugen, sind erhalten und dienen nach einigen Zwischennutzungen der Ansiedlung von Künstlern, Handwerkern, auch einem Gastronomen.
Das ehemalige Wohnhaus von Fritz Heyn samt Gartenanlage und die Gewerbehöfe stehen mittlerweile unter Denkmalschutz.